# Pieter Bleeker

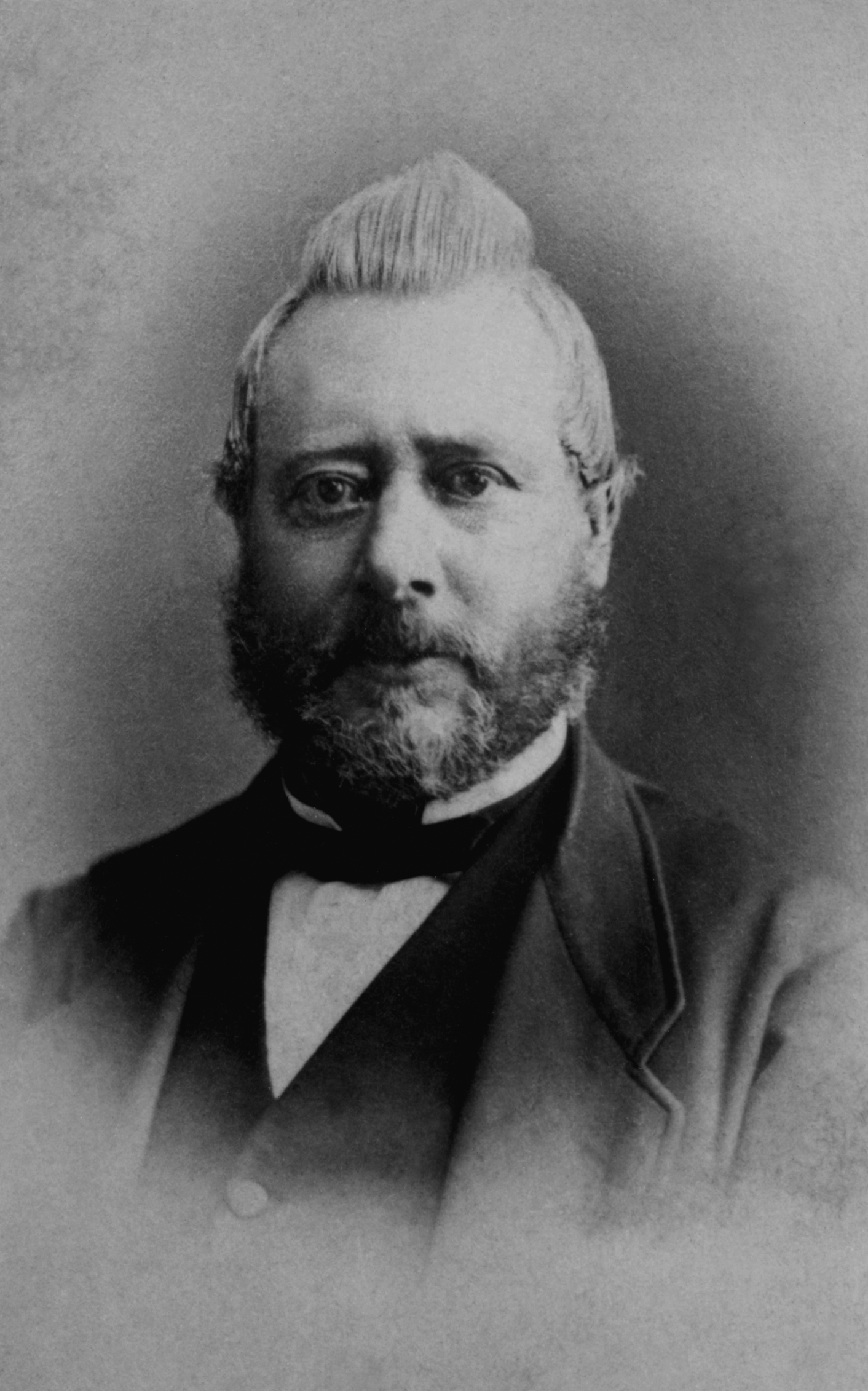
Pieter Bleeker

Pieter Bleeker (10 de Julho de 1819 — 24 de Janeiro de 1878) foi um médico neerlandês e ictiologista, famoso pelo seu trabalho sobre peixes da Ásia Oriental.
Foi médico oficial do Exército indiano oriental da Holanda de 1842 a 1860, na Indonésia. Durante aquele tempo, fez a maioria dos seus trabalhos em ictiologia, além dos seus deveres com o exército. Muitos dos espécimens ele obteve dos pescadores locais, mas também fez uma rede extensa de contatos que lhe enviaram espécimens de vários outros locais fora do alcance do governo ao longo das ilhas. 
Durante o tempo na Indonésia, colecionou mais de 12000 espécimens muitos das quais estão hoje no Museu de História Natural em Leiden. 
Após o retorno dele para o Países Baixos em 1860, publicou o seu Altlas Ichthyologique , um compreensível trabalho sobre os seus estudos feito na Indonésia com mais de 1500 ilustrações. Foi publicado em 36 volumes entre 1862 e a morte de Bleeker em 1878, e foi publicado novamente pelo Instituto Smithsoniano entre 1977 e 1983 em 10 volumes. 
Bleeker publicou mais de 500 artigos em ictiologia, descrevendo 511 gêneros novos e 1925 novas espécies. 